# Noelia López
Noelia López Vidal (Lebrija, Sevilla, España, 21 de agosto de 1986) es una modelo española, ganadora de la segunda edición del reality show Supermodelo 2007.

## Carrera
Modelo española ganadora de la segunda edición del reality español Supermodelo 2007 (edición en la que también concursó Alba Carrillo), dónde esta sevillana de raza destacó por su actitud y saber estar, por lo que arrasó en dicho concurso televisión. En la gala doce de sus compañeras la eligieron primera finalista, demostrando de esta manera su potencial. Con su esfuerzo y perseverancia, supo ganarse el respeto del jurado y el cariño de la audiencia, quién formaba parte decisiva de la elección final. Después de Supermodelo 2007 firmó un contrato con Elite Model Look y fue la representante de España en el certamen Elite Model Look.
Desde entonces se dedica al mundo de la moda, habiendo vivido en diferentes países como Francia, Italia, Alemania... y asimismo trabajando con grandes profesionales.
Últimamente destacan sus trabajos en publicidad (Martini, Coca-cola, Cúetara, Rexona...).
Noelia ha participado en campañas de moda de Gel íntimo Chilly, Alain Afflelou Eyewear, BES, Coca-Cola + Martini 'Chispazo', Coco, Cuétara, El Corte Inglés, Engarce, Jorge Blanco Couture, Speedo, Strena, Velmont. También ha estado en las Pasarelas de moda para Sara Coleman, Custo Barcelona, Francis Montesinos, Sergio Vidal, TOT-HOM, Diane Von Furstenberg, Hannibal Laguna Bridal, Joaquim Verdú Bridal, La Perla, Rappido, Rosa Clará, y Yolan Cris, entre otras. Ha estado en la portada de la revista española D00 (Doblecero) de diciembre de 2007. Noelia es la protagonista del video "Al filo de la irrealidad", del cantante español David Bustamante. Sale en la portada de la revista DT noviembre de 2010. En el 2011 participa en el videoclip del tema "Indómita" de la artista Natalia. Tiene un blog de moda en la página web de Antena 3 donde semanalmente escribe y muestra fotografías desde las distintas perspectivas de la moda.
Es uno de los referentes españoles en moda por su continuidad en los catálogos más destacados de las firmas españolas.
Ha sido protagonista del videoclip de la canción "Princesa de mi cuento" del cantante Sergio Contreras.
En 2013 interviene como concursante en el reality show de Cuatro Expedición imposible  donde tras superar 12 etapas, llega a la final y se convierte junto con su pareja de concurso el exnadador Felipe López Ferreiro, en ganadores de la primera edición.
En enero de 2014 comienza su andadura profesional en televisión, esta vez como la reportera del programa La Tapa es Nuestra que será emitido por Canal Sur de Andalucía.
En 2022, López presenta  A toda costa, programa de  Canal Sur.

## Trayectoria

### Videoclips
- Al filo de la irrealidad (2007) de David Bustamante
- Indomita (2011) de Natalia
- Princesa de mi cuento (2014) de Sergio Contreras
- Tinder (2020) de Arce ft. Omar Montes

### Televisión
- Supermodelo 2007 (2007) en Cuatro. Concursante y ganadora.
- Expedición imposible (2013) en Cuatro. Concursante y ganadora.
- La tapa es nuestra (2014) en Canal Sur. Reportera.
- Todo va bien (2015) en Cuatro. Colaboradora.
- Los Gipsy Kings, (2016) en Cuatro. Invitada.
- Aquellos maravillosos años, (2019) Telemadrid. Colaboradora
- Presentadora A toda Costa, (2023) Canal Sur.

## Vida personal
Nacida en Lebrija (Sevilla), donde estudió en el IES Virgen del Castillo. Es diplomada en Magisterio especializado en Audición y Lenguaje por la Universidad de Cádiz. Tiene un hijo, Arnaldo.

## Curiosidades
Ha participado en el programa de Cuatro: Expedición Imposible (Reino de Marruecos) junto con Elisabeth Reyes, en el equipo celeste. Debido al mal estar y al poquísimo aguante de su compañera, se produjo su abandono, y la modelo lebrijana terminó participando con el exnadador Felipe López, en el equipo morado, logrando alzarse con la victoria en la final del programa.
Fue ganadora del premio a la más bella en Expo Belleza Andalucía 2012.